# Svinjarica
Svinjarica (em cirílico: Свињарица) é uma vila da Sérvia localizada no município de Lebane, pertencente ao distrito de Jablanica, na região de Jablanica. A sua população era de 104 habitantes segundo o censo de 2002.

## Demografia
| 1948 | 1953 | 1961 | 1971 | 1981 | 1991 | 2002 | 2011 |
| ---- | ---- | ---- | ---- | ---- | ---- | ---- | ---- |
| 550  | 548  | 511  | 403  | 298  | 236  | 137  | 104  |